# Limoniastrum monopetalum
Limoniastrum monopetalum é uma espécie de planta com flor pertencente à família Plumbaginaceae. 
A autoridade científica da espécie é (L.) Boiss., tendo sido publicada em Prodromus Systematis Naturalis Regni Vegetabilis 12: 689. 1848.

## Portugal
Trata-se de uma espécie presente no território português, nomeadamente em Portugal Continental.
Em termos de naturalidade é introduzida na região atrás indicada.

## Protecção
Não se encontra protegida por legislação portuguesa ou da Comunidade Europeia.